# 青木滉平
青木 滉平（あおき こうへい、2001年〈平成13年〉12月25日 - ）は、日本のアイドル、歌手、俳優、タレント。ジュニア内男性アイドルグループ・少年忍者のメンバー。
神奈川県出身。STARTO ENTERTAINMENT所属。

## 来歴
2016年4月9日、中学3年生でジャニーズ事務所に入所。同期に織山尚大がいる。2018年に少年忍者の前身グループである「ちびっこ忍者」の結成メンバーとなる。以降、少年忍者として活動。
2020年11月、大学受験のため一時活動休止を発表。この時点で青木は既に高校を卒業しており、浪人での大学受験となった。同年12月に行われた撮影をもってグループ活動を休止。2021年2月に活動再開。
同年、舞台「空想科学劇『Kappa』〜芥川龍之介『河童』より〜」で初の外部出演を果たし、2023年11月に『幻のイントルーダー』で舞台初主演を務める。

## 人物
- 山育ちを公言しており[11]、映画『東西ジャニーズJr. ぼくらのサバイバルウォーズ』がボーイスカウトの物語であったことに関して「山の中で育ったのでおうちに帰れるような気持ちでした」と語っている[12]。
- 兄がいるほか、小学2年生から元気という名前の柴犬を飼っている[13]。
- ピアノを特技としており、コンサートや舞台で披露している[14]。ジャニーズ事務所に入所したての頃、帝国劇場でピアノを弾かせてもらった経験があり、それがきっかけで事務所で頑張っていこうと思った、と語っている[15]。
- 舞台「空想科学劇『Kappa』〜芥川龍之介『河童』より〜」で演じたバッグは劇中でトランペットを演奏しているが[16][17]、決まったフレーズではなくアドリブで吹くことに初挑戦している[18]。舞台『JOHNNYS' World Next Stage』でもトランペットの演奏を披露している[19]。また、フルートの演奏もできる[20]。
- King & Princeの元メンバー・岩橋玄樹を尊敬しており[21]、岩橋がジャニーズ事務所を退所したあとも尊敬する先輩としてKing & Princeを挙げている[22]。

## 出演

### テレビドラマ
- 文豪少年!〜ジャニーズJr.で名作を読み解いた〜 第9話（2021年5月16日、WOWOW） - ヒロシ 役[23][24]

### 舞台
- 空想科学劇『Kappa』〜芥川龍之介『河童』より〜（2021年6月5日 - 13日、品川プリンスホテルステラボール / 6月25日 - 27日、ロームシアター京都サウスホール） - バッグ 役[25]
- Shakespeare's R&J〜 R&J / シェイクスピアのロミオとジュリエット〜（2023年6月2日 - 18日、東京芸術劇場シアターウエスト / 6月24日 - 25日、穂の国とよはし芸術劇場PLAT） - 学生3・マキューシオ / 修道士ロレンス / キャピュレット夫人 役[26][27]
- WBB vol.24『幻のイントルーダー』（2023年11月22日 - 12月3日、赤坂RED/THEATER） - 主演・末國 役[10][28]
- 純愛異形綺譚『刻め、我ガ肌ニ君ノ息吹ヲ 2024』（2024年6月12日 - 16日、俳優座劇場） - 天刻丸 役[29]
- 異形の血を継ぐ者『散れ桜よ、刻天ノ証ニ 2024』（2024年6月19日 - 24日、俳優座劇場） - 主演・天刻丸 役[30]
- 『手紙』2025（2025年3月7日 - 23日〈予定〉、東京建物 Brillia HALL / 3月29日 - 31日〈予定〉、SkyシアターMBS / 4月5日・6日〈予定〉、岡山芸術創造劇場ハレノワ 大劇場）[31]

### 映画
- 東西ジャニーズJr. ぼくらのサバイバルウォーズ（2022年4月1日公開、松竹） - 主演・夏目 役[32]（少年忍者として主演）